# جين إيزبل
جين إيزبل (بالإنجليزية: Jane Isbell)‏ هي ممثلة أمريكية، ولدت في 1 مايو 1927 في ميريديان في الولايات المتحدة، وتوفيت في 19 أكتوبر 1981 في لوس أنجلوس في الولايات المتحدة.

## وصلات خارجية
- جين إيزبل على موقع IMDb (الإنجليزية)
- جين إيزبل على موقع قاعدة بيانات الفيلم (الإنجليزية)